# Jederitz
Jederitz is een klein dorp en voormalige gemeente in de Duitse deelstaat Saksen-Anhalt, en maakt deel uit van de Landkreis Stendal.
Jederitz telde in 2021 128 inwoners volgens de website van de gemeente Havelberg. Het dorp ligt 5 à 6 kilometer ten zuidoosten van het stadje Havelberg.

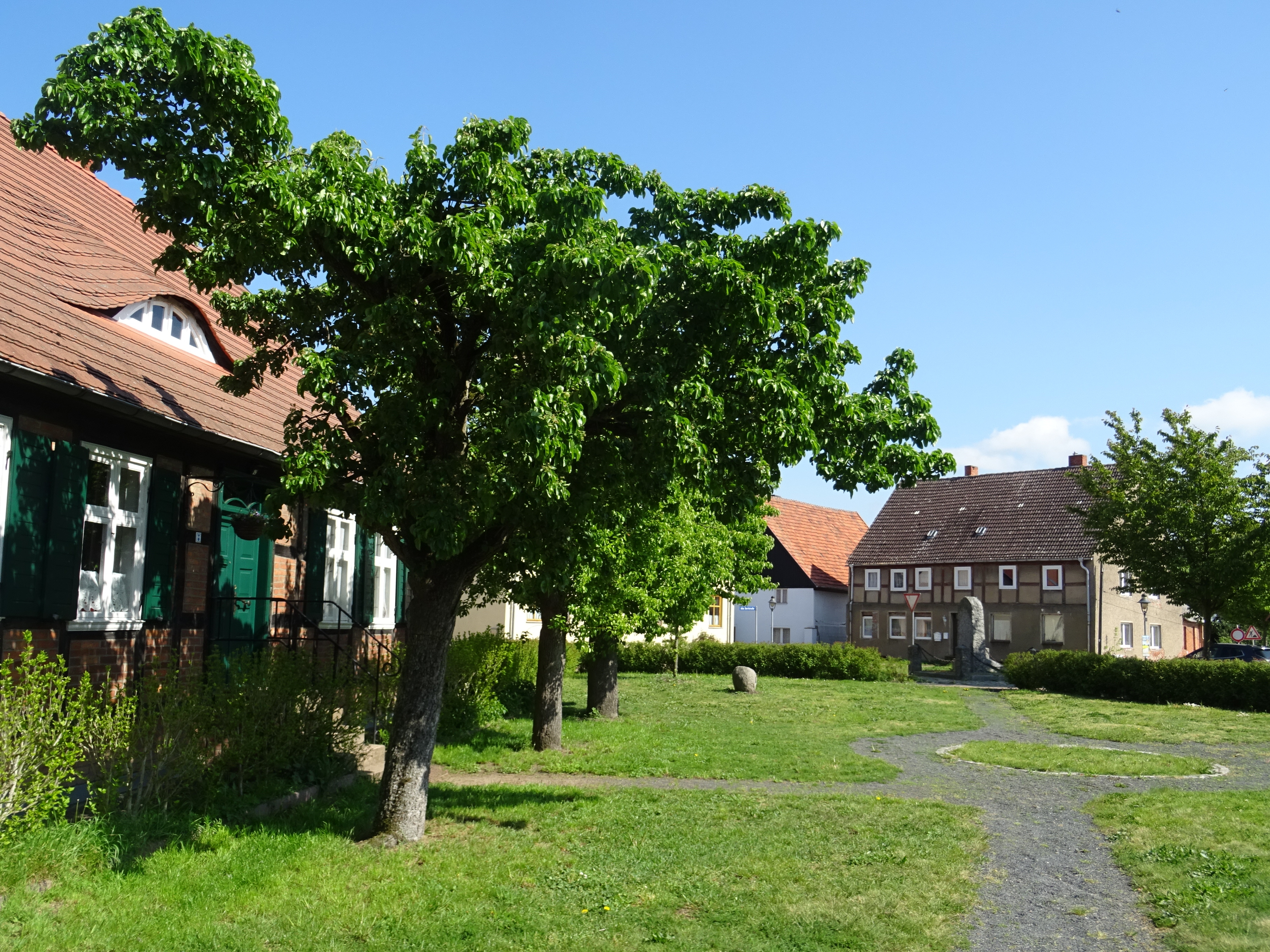
Dorpskern van Jederitz

De voormalige zelfstandige gemeente Jederitz is op 1 januari 2002 geannexeerd door de stad Havelberg. Zie aldaar voor verdere informatie.